# Michel Krielaars
Michel Krielaars (Amsterdam, 1961) is een Nederlands journalist en schrijver.
Hij is historicus en deed Slavistiek als nevenstudie aan de UVA.
Krielaars was tot 1 september 2022 chef Boeken van NRC Handelsblad en van 2007 tot 2012 Rusland-correspondent voor die krant. Tegenwoordig is hij redacteur van de boekenredactie van NRC.
Voor zijn werk in Rusland maakte hij veel reizen, onder andere langs de Wolga van Moskou tot Astrachan aan de Kaspische Zee.

## Bestseller 60
| Boeken met noteringen in de Nederlandse Bestseller 60 | Jaar van verschijnen | Datum van binnenkomst | Hoogste positie | Aantal weken | Opmerkingen |
| ----------------------------------------------------- | -------------------- | --------------------- | --------------- | ------------ | ----------- |
| Het brilletje van Tsjechov                            | 2014                 | 19-03-2014            | 32              | 4            |             |
| Het kleine koude front                                | 2014                 | 08-10-2014            | 12              | 3            |             |
| Oorlog met Rusland                                    | 2022                 | 23-03-2022            | 24              | 2            |             |

## Onderscheidingen, etc.
- 2014 - schrijft Maand van de Geschiedenisessay
- 2015 - VPRO Bob den Uyl-prijs